# Classe Horizon
Pour les articles homonymes, voir Horizon.

Dessin de la frégate française Chevalier Paul.

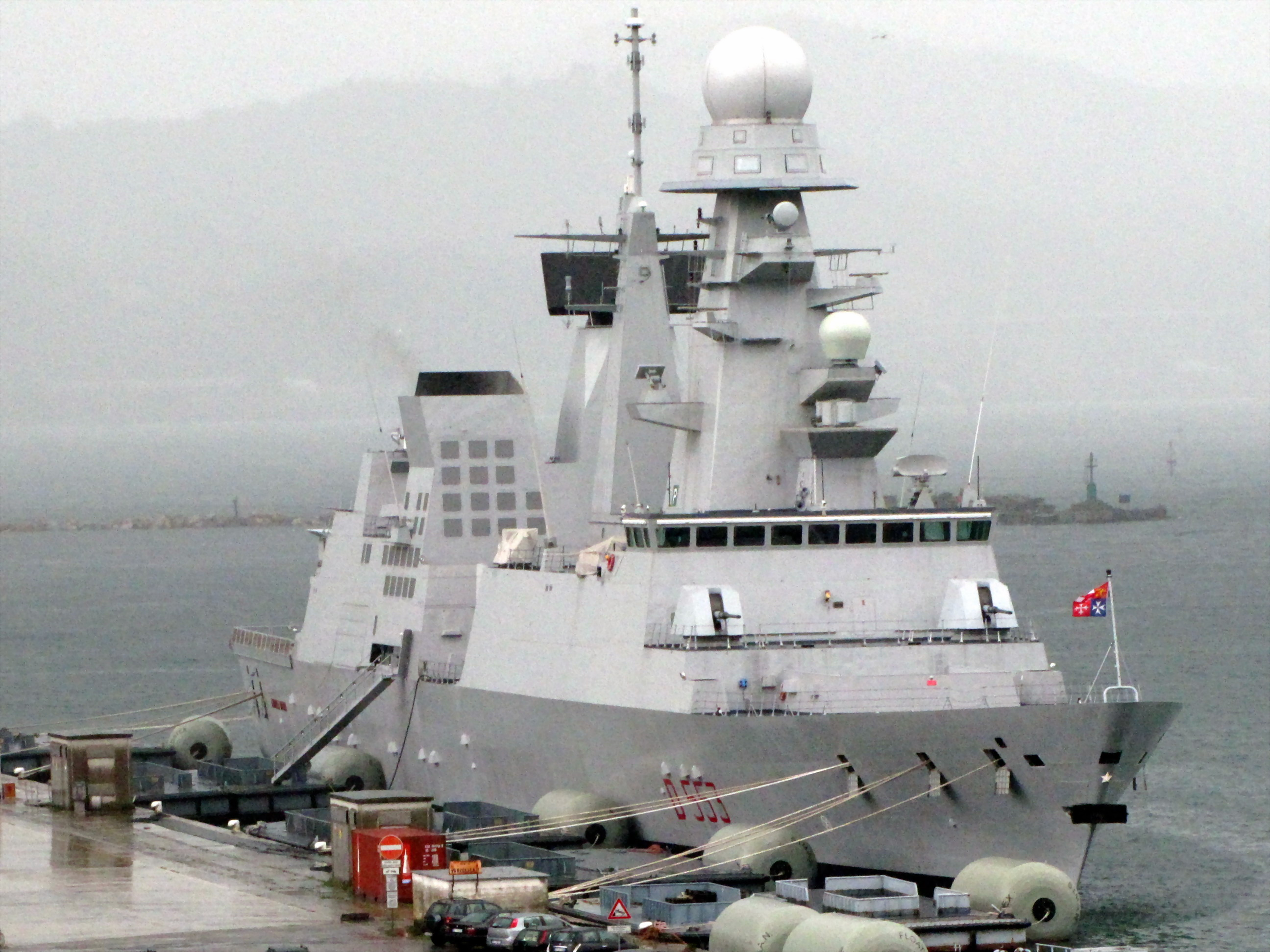
La frégate italienne Andrea Doria.

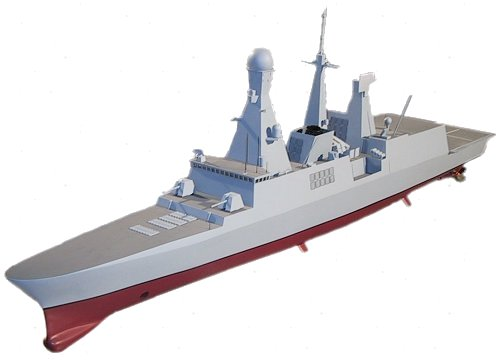
Maquette de la frégate Horizon Chevalier Paul.

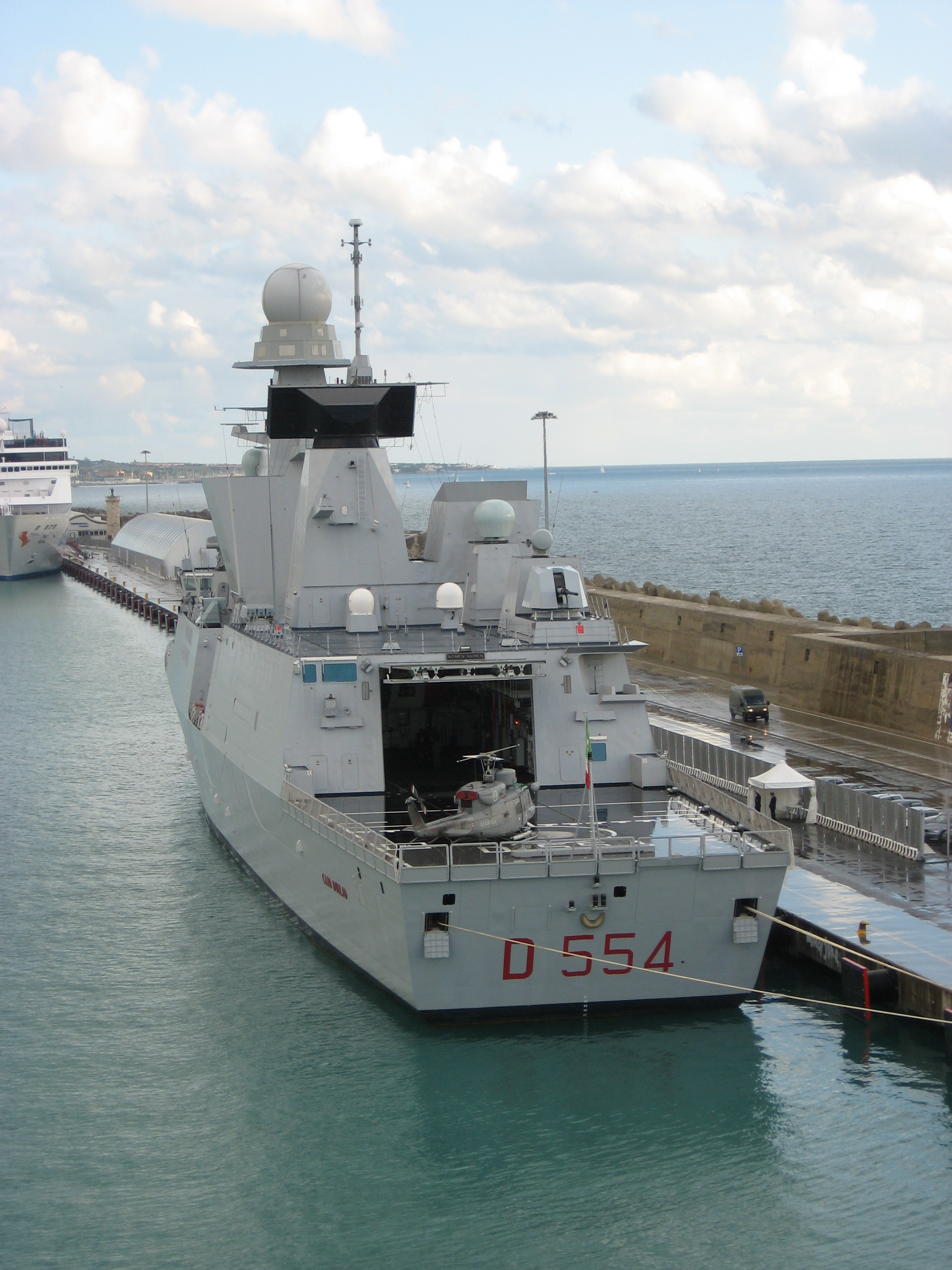
La frégate italienne Caio Duilio.

Les frégates de la classe Horizon sont des bâtiments de combat de défense aérienne construits en coopération entre la France et l'Italie.

## Une frégate de défense aérienne
Les frégates Horizon ont pour mission principale de participer à la défense antiaérienne d'un groupe aéronaval, ou d'assurer la protection d'une zone ou d'un convoi contre des attaques aériennes ou de missiles. Elles sont dotées du système d'arme antiaérien principal PAAMS, et d'un radar à longue portée LRR (détection d'aéronefs >400 km). À l'aide de missiles Aster 30, elles sont le second rempart de protection d'un groupe aéronaval, après les chasseurs, et assurent une protection à 360° sur une aire de 100 kilomètres contre les avions et 30 kilomètres contre les missiles antinavires supersoniques rasants et manœuvrants en service ou futurs. La Marine nationale a montré avec la frégate Forbin sa capacité à détruire un missile supersonique à (3 000 km/h) manœuvrant (SS-N-22, AS-17, BrahMos) à une altitude de moins de 5 mètres au-dessus de l'eau,. Les missiles Aster 15 de la frégate de défense antiaérienne (ou du porte-avions Charles de Gaulle) sont le troisième rempart du groupe aéronaval et assurent une protection à 360° sur une aire de 30 kilomètres contre les avions et 15 kilomètres contre les missiles antinavires (le quatrième et dernier rempart est constitué des missiles MISTRAL d'autodéfense et de l'artillerie de chaque bâtiment).
Sur les unités italiennes, les trois canons sont en train d'être mis à jour avec la version 76/62 mm Super Rapid Multi Nourrir David/Strales dont la capacité d'utiliser la munition guidée DART en fonction antimissile.
Le programme Horizon, initié en 1992, bipartite puis tripartite, devait livrer 20 bâtiments,  12 pour la Royal Navy, 4 pour la Marine nationale et 4 pour la Marina militare.
La cible est réduite à 8 en raison du retrait de ce programme du Royaume-Uni qui reste néanmoins engagé au sein du programme Principal Anti-Air Missile System (PAAM), demeuré tripartite.
Elles mettent également en œuvre des capacités antinavires et des moyens d'autodéfense anti-sous-marins. Aux dires de spécialistes, les moyens pouvant être mis en œuvre sur ces frégates pourraient déjà offrir un excellent moyen de lutte ASM, restant toutefois inférieur à celui des FREMM ASW qui sont des frégates anti sous-marines dédiées.
Deux de ces bâtiments sont en service dans la marine française (en remplacement du Suffren et du Duquesne), deux dans la marine italienne.

## Construction
L'étude du projet date du début des années 1990 et réunissait à l'époque deux pays, la France et le Royaume-Uni, auxquels s'est joint l'Italie en 1995. Le Royaume-Uni s'est retiré en 1999 pour construire sa propre classe de navires, les Type 45, qui conserve toutefois le système d'armes principal.
La maîtrise d'œuvre a été confiée à un consortium franco-italien constitué pour la circonstance, Horizon SAS. Les industriels sont, côté italien, Finmeccanica et Fincantieri associés à Thales et Naval Group du côté français. Le 8 avril 2002 est découpée, à Lorient, la première tôle destinée au Forbin, première frégate de la série. De nombreux chantiers civils sont utilisés autant pour des raisons politiques de préservation de l'emploi que pour des raisons de maîtrise des coûts et des délais. Les méthodes de construction sont les mêmes que pour les classe Floréal et classe La Fayette, à savoir l'assemblage de sous-ensembles. Compte tenu de la taille et du tirant d'eau des navires, il faut draguer une partie du port de Lorient, ce qui crée une polémique avec les écologistes sur le stockage des boues. Le 10 mars 2005 le Forbin est lancé, l'intégration des équipements commence. Le 14 octobre, l’Andrea Doria est lancé à Gênes, suivant le programme commun. Le Chevalier Paul est lancé le 12 juillet 2006 à Lorient. L'intégration des équipements est plus longue que prévu et la mise en service du Forbin n'intervient qu'en 2009, entraînant le décalage du lancement du Chevalier Paul, deuxième de la série pour la France.

## Artillerie
- 1 système PAAMS (Principal Anti-Air Missile System) disposant du système de lancement vertical pour 32 Aster 30 et de 16 Aster 15. Le 1er tir d'un Aster 30 contre une cible aérienne aurait eu lieu le 25 novembre 2008 du Forbin, au large du Centre d'essais de lancement de missiles (CELM) de la DGA sur l'ile du Levant[5].
- 8 missiles Exocet MM40 Block3
- 2 canons de Oto Melara de calibre 76 mm Super Rapid avec capacité CIWS[6] (3 sur les modèles italiens, le 3e étant installé à l'arrière sur le hangar)
- 2 tubes lance-torpilles MU90
- 2 canons de 20 mm Narwhal (France) ; 2 canons de 25 mm Oerlikon KBA (Italie)
- 1 hélicoptère NH90
- Il est important de noter qu'en mettant en œuvre pleinement les principes définis dans le concept de guerre en réseau ou NCW (Network Centric Warfare), la frégate de classe Horizon dispose de la capacité de contrôler en liaison 16 des plates-formes Non-C2 (pour la France, essentiellement des Dassault Rafale) ; une fois sous son contrôle, les plates-formes Non-C2 font entièrement partie du système d'armes de la frégate, où elles agissent en tant que senseurs et d'armes du système de combat.

## Électronique

### Détection
- 1 radar de veille air tridimensionnel Thales S1850M LRR et IFF 1 radar de veille air tridimensionnel S-1850M version française du SMART-L LRR[7] et IFF associée TNNL qui permettent la surveillance de 2000 pistes sur un rayon de 60 km contre les bâtiments de surface, 480 km contre les aéronefs, 65 km contre les missiles de croisière[8] et 2000 km contre les missiles balistiques [9] remplacés entre fin 2027 et 2030 lors de la rénovation à mi-vie par le  SMART-L MM/F qui offre des capacités de détection sans équivalent, contre les satellites en orbite, les missiles hypersoniques et balistiques, les missiles supersoniques à trajectoire rasante, les missiles de croisière hyper véloces, les drones aériens et les aéronefs manœuvrants, y compris dans les scénarios d’attaque par saturation  avec une portée de détection pouvant atteindre 2000 km[10],[11],[12].
- 1 sonar de coque ABF TUS 4110 CL
- 1 antenne linéaire remorquée avec détecteur de torpilles Alto

### Conduite de tir
- 1 radar multifonction tridimensionnel Alenia Aeronautica EMPAR
- 1 conduite de tir MSTIS
- 2 conduites de tir optroniques Vigy 20
- 2 postes optiques de désignation d'urgence à vue SOFRESUD Quick Pointing Device "QPD"

### Guerre électronique
- 1 détecteur de radars
- 1 intercepteur-goniomètre de transmissions FIGN
- 1 équipement de veille infrarouge DIBV-2A
- 2 NGDS (New Generation Dagaie System) - lance-leurres de guerre électronique[13]
- 1 brouilleur de radars[n 2]
- 1 brouilleur de communication
- 1 système de lutte anti-torpilles (système Contralto)[14].

## Communications
- 1 Syracuse III
- 3 Inmarsat B
- 1 infrastructure Liaisons de données tactiques : Liaison 11, Liaison 16, Liaison 22 et Data-Forwarding ;
- Un lien satellitaire (via Syracuse III) qui devrait permettre la mise en œuvre dans le futur de la Liaison de Données Tactique J-Over IP (liaisons de données tactiques améliorées)
- 1 téléphone sous-marin

## FDA RMV (Rénovation Mi-Vie)
Après de nombreuses divergences entre la France et l'Italie, un contrat pour la rénovation des quatre FDA d'une valeur de 1,5 milliard d'euros a été signé le 18 juillet 2023. Les bâtiments rénovés seront livrés à partir de fin 2027 (Andrea Doria), mi-2029 (Caio Duilio), fin 2029 (Forbin) et fin 2030 (Chevalier Paul). Cette rénovation mi-vie consiste à améliorer principalement les capacités de défense aérienne en remplaçant le système PAAMS par un de nouvelle génération afin d'accueillir l'Aster Block 1 NT et d'un nouveau radar longue portée LRR à antenne active. La guerre électronique et le maintien en condition opérationnelle seront également améliorés. Cette rénovation doit permettre aux FDA de lutter contre les menaces aériennes de la décennie à venir soit les missiles hypersoniques, les missiles à changement de trajectoire ou encore les drones et les attaques saturantes.

## Bâtiments de la classe Horizon

### Marine nationale française
La Marine nationale française possède deux frégates à vocation antiaérienne.
| N°   | Nom            | Construction    | Lancement       | Mise en service | Base navale |
| ---- | -------------- | --------------- | --------------- | --------------- | ----------- |
| D620 | Forbin         | 16 janvier 2004 | 10 mars 2005    | 14 octobre 2010 | Toulon      |
| D621 | Chevalier Paul | 17 janvier 2005 | 12 juillet 2006 | 10 juin 2011    | Toulon      |

### Marina militare
La Marina militare italienne possède deux frégates à vocation antiaérienne.
| N°   | Nom          | Construction      | Lancement        | Mise en service | Base navale |
| ---- | ------------ | ----------------- | ---------------- | --------------- | ----------- |
| D553 | Andrea Doria | 15 octobre 2005   | 22 décembre 2007 | 13 octobre 2010 | La Spezia   |
| D554 | Caio Duilio  | 23 septembre 2007 | 3 octobre 2009   | 22 avril 2011   | La Spezia   |